# 硬皮病
硬皮病（英語：Scleroderma），也称全身性硬化症，根據皮膚侵犯的區域，分為只限皮膚症狀不會侵犯內臟系統的局部型（localized scleroderma）或會侵犯內臟系統的全身性硬化症（Systemic sclerosis；SSc）。這是一种以限制性（limited systemic form）或弥漫性（diffuse systemic form）皮肤增厚、變硬和內臟纤维化为特征的全身性自體免疫疾病。病变特点为皮肤纤维細胞增生明顯、膠原纖維增多及洋葱皮狀外觀上的改变，最终导致皮肤硬化、血管缺血，除皮肤受累外，它也可影响内脏（心、肺和消化道等器官）。女性发病率为男性的3～4倍。
硬皮症皮膚表徵較為明顯，因此大多數人通常較在意皮膚方面的症狀，忽略了真正導致死亡的其實是其他器官如肺部的侵犯，如肺動脈高壓與間質性肺病；其中，最常併發的間質性肺病為肺纖維化，會阻礙肺泡間正常的氣體交換，導致肺功能下降、死亡率增加，無法回復到正常狀態。因此硬皮症患者應隨時留意自己的肺部健康，一旦出現長達2個月的咳、喘或累等症狀，應主動告知醫師。

## 體徵與症状

### 分期
硬皮病的疾病可分為五期：
免疫系統失調：某些因素觸發免疫系統的變化，導致遺傳中易感性高的個體應中病相關致病因子的發展
循環致病因素：變動後的免疫系統會持續產生破壞性的自身抗體或其他致病因子
微血管內皮損傷：自身抗體或其他循環制娉因子直接或間接對為血管內皮層造成反覆創傷
纖維化：內皮的反覆創傷及修復會造成纖維化的進展
器官受損：纖維化最終影響到器官系統，包含皮膚或其他內部器官

### 症狀
心血管疾病：患者初期肢端會有明顯雷諾氏現象，且95%硬皮症患者有雷諾氏症候群症狀；指尖潰瘍；皮膚、粘膜有蜘蛛網狀靜脈曲張現象；出現不規則的心律造成心悸甚至昏厥。
消化系統：胃食道逆流、腹脹、消化不良、食慾不振、腹瀉與便秘，乾燥症候群與其併發症。
肺部疾病：間質性肺病、肺動脈高壓。肺纖維化為最常併發的一種間質性肺病，會阻礙肺泡間正常的氣體交換，導致肺功能下降、死亡率增加，無法回復到正常狀態。肺動脈高壓臨床上亦為硬皮症患者的不良預後因子，有肺動脈高壓的硬皮症患者，若沒有接受治療1、2、3年的存活率分別為 81%、64%、52%。
硬皮症腎危機（SRC）：在過去，腎臟病變是硬皮症併發症中預後最不好的一種，會導致突發性惡性高血壓與急性腎衰竭，在台灣統計發生率約佔所有硬皮症患者 2.5%。近年來在ACEi, CCB, ARB的使用之下，以大大的提升患者預後。
肌肉骨骼：關節，肌肉酸痛，腕隧道症候群和肌肉無力。
泌尿生殖系統：勃起功能障礙，性交困難，腎臟問題或腎功能衰竭。
其他：三叉神經痛、頭痛、中風、疲勞，和體重減輕引起的面部疼痛。
根據2013年美國風濕病學會、歐洲風濕病聯盟共同制定的分類標準，若患者的臨床表徵及免疫學檢測符合以下情況，總評分為9分以上可判定為系統性硬皮症。
| 臨床表徵及免疫學檢測                         | 臨床表徵及免疫學檢測           | 分數 |
| 皮膚變硬、增厚，從雙手掌指關節伸延至身體近端 | -                              | 9    |
| 手指皮膚增厚                                 | 手指腫脹                       | 2    |
| 手指皮膚增厚                                 | 指端硬化                       | 4    |
| 指尖病變                                     | 指尖潰瘍                       | 2    |
| 指尖病變                                     | 指尖凹陷性疤痕                 | 3    |
| 毛細血管擴張                                 | -                              | 2    |
| 甲褶微血管鏡異常                             | -                              | 2    |
| 肺動脈高壓/肺間質纖維化                      | 肺動脈高壓                     | 2    |
| 肺動脈高壓/肺間質纖維化                      | 肺間質纖維化                   | 2    |
| 雷諾氏現象                                   | -                              | 3    |
| 硬皮症相關免疫抗體                           | Anti-centromere                | 3    |
| 硬皮症相關免疫抗體                           | Anti-topoisomerase I（Scl-70） | 3    |
| 硬皮症相關免疫抗體                           | Anti-RNA polymerase III        | 3    |

### 原因
硬皮病目前推論由遺傳和環境因素引起，環境因素指的是人類白血球抗原HLA基因突變後某些情況下接觸了二氧化矽、芳族、氯化溶劑、酮、三氯乙烯、焊接煙霧和石油溶劑，可能導致硬皮症的發生。

### 治療
目前硬皮症無法完全治癒，但可緩解症狀。
根據專家共識建議以下治療方式：
硬皮症腎危機（scleroderma renal crisis, SRC）：一線治療可採用血管紧张肽I转化酶抑制剂，二線採用钙离子通道阻滞剂、血管紧张素II受体拮抗剂。
肺動脈高壓：治療使用內皮素受體激動劑（ERAs）、第五型磷酸二酯酶抑制劑，或是前列腺素。嚴重PAH將會採用上述藥物組合治療。
雷诺氏综合征：可透過血管擴張劑、鈣離子通道阻滯劑、第五型磷酸二酯酶抑制劑、血管紧张素II受体拮抗剂、前列腺素，單獨或是合併使用。
間質性肺病：過去常用的治療藥物為環磷醯胺治療，或是使用黴酚酸酯，針對傳統免疫抑制藥物治療反應不佳病人可使用 anti CD20 Rituximab治療。2019最新研究指出尼達尼布可減緩硬化症所引發的間質性肺病。研究中試驗組與對照組相比，前者可有效減緩44%肺部功能衰退，相關研究已於2019年美國胸腔學會（ATS）發表，同年9月美國FDA亦通過尼達尼布用於延緩系统性硬化症相關間質性肺疾病（SSc-ILD）的肺部功能惡化。台灣治療部分，2020年3月已通過該藥將適用於減緩與全身性硬化症有關之間質性肺病病人的肺功能下降速度。
腸胃道症狀建議可以使用氫離子幫浦阻斷劑來預防胃食道逆流、食道潰瘍與食道狹窄等症狀。

### 預後
全身性硬皮病的5年生存率約為85％，而10年生存率則接近70％，根據子類型而有所不同。硬皮病主要死因為肺部的侵犯，如肺動脈高壓與間質性肺病，其中，最常併發的間質性肺病為肺纖維化。硬皮症患者併有間質性肺病後，其存活中位數僅剩5至8年。另外，硬皮病患者罹患癌症（尤其是肝癌，肺癌，血液學和膀胱癌）和心血管疾病的風險也較高。

## 扩展条目
- 成纤维细胞

## 外部連結
- （英文）DermnetNZ: Systemic sclerosis （页面存档备份，存于）
- （英文）Juvenile Scleroderma Network （页面存档备份，存于）
- （英文）Juvenile Systemic Sclerosis Archive.today的存檔，存档日期2013-01-03
- （英文）Scleroderma Foundation （页面存档备份，存于）
- （英文）Scleroderma Society of Ontario （页面存档备份，存于）
- （英文）International Scleroderma Network （页面存档备份，存于）
- （英文）The Scleroderma Research Foundation （页面存档备份，存于）
- （英文）UK Scleroderma Society （页面存档备份，存于）
- （英文）UK Scleroderma Society
- （英文）Scleroderma Information from Johns Hopkins University （页面存档备份，存于）